# Подорожник лапландський
Подоро́жник лапла́ндський (Calcarius lapponicus) — птах роду Подорожник родини Calcariidae. Гніздиться у північній тундрі Євразії та Північної Америки.

## Морфологія

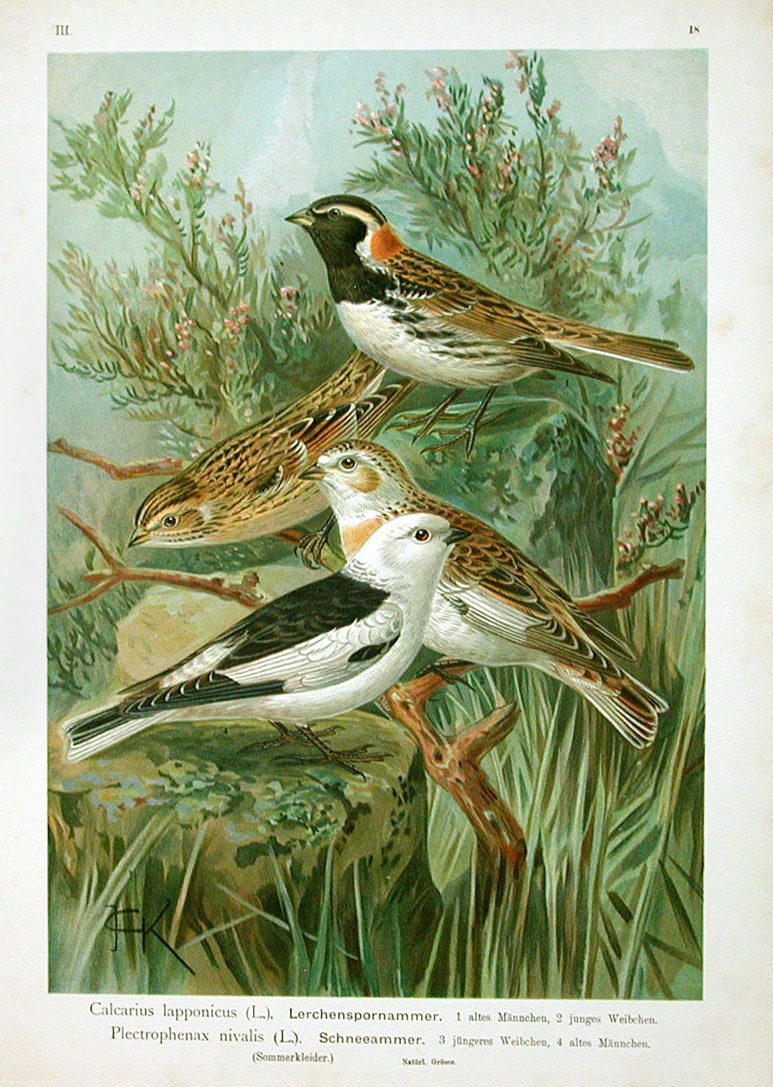
Ілюстрація Calcarius lapponicus. Перша особина зверху

Подорожник лапландський ззовні нагадує очеретяну вівсянку (Emberiza schoeniclus). Шлюбне оперення відрізняється чорною голівкою з білою смужкою біля очей, а також червоно-коричневою потилицею. Для самок також характерний жовтий дзьоб. Розмір подорожника лапландського, звичайний для більшості представників родини, близько 15—17 см в довжину. Вага становить 25 г.

## Гніздування

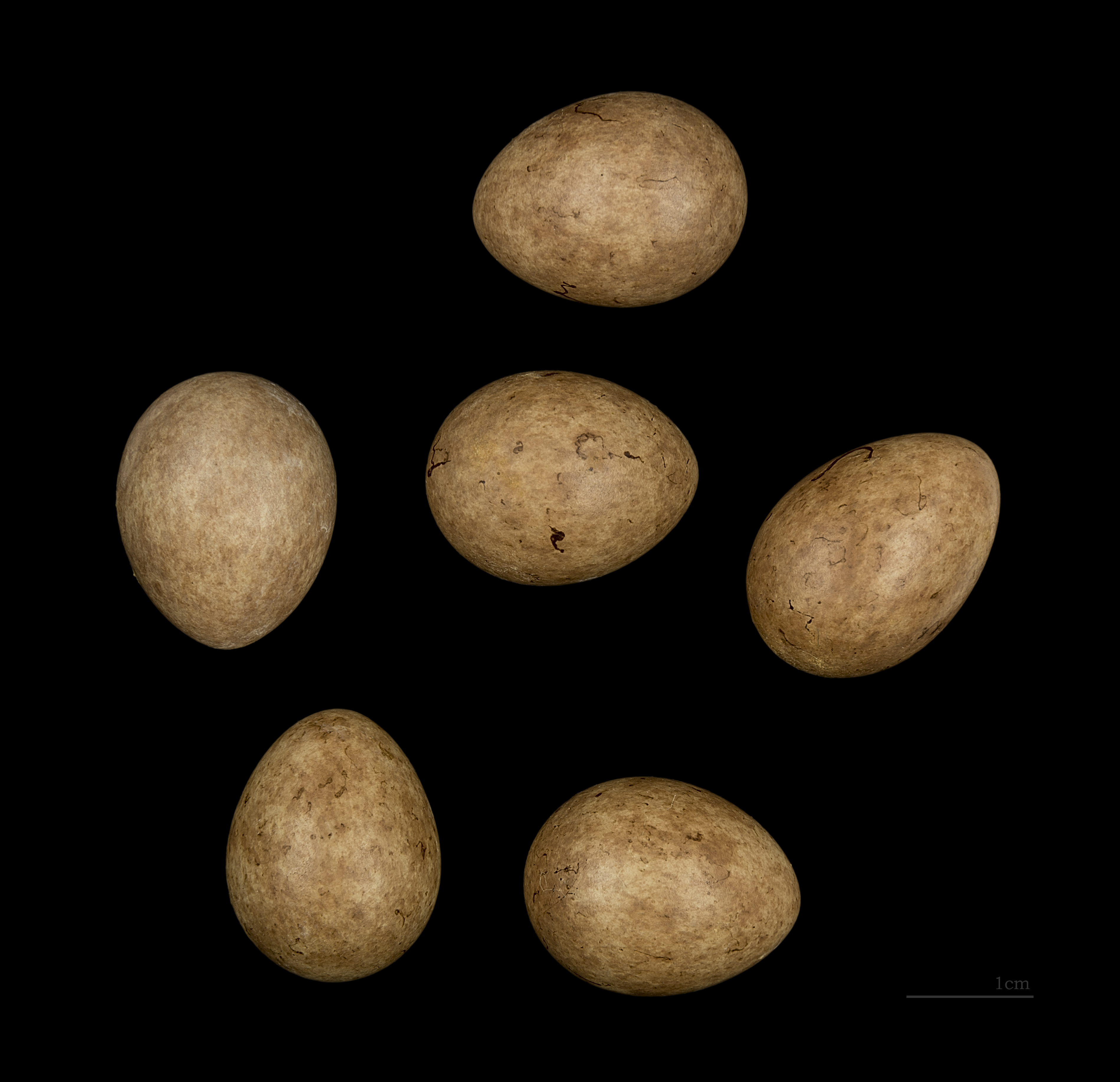
Яйця Calcarius lapponicus

Гніздиться в тундрі. Самці подорожника лапландського першими з'являються на місці майбутнього гнізда й намагаються встановити межі своєї території. Після того, як більша частина снігу розтанула, прямо на землі починається будівництво гнізда. Воно складається з тонких травинок, моху й коренів, а всередині вистелено травою та волоссям тварин. Самка відкладає по 5—6 зеленувато-коричневих  яєць величиною 21 мм. Відкладання яєць буває тільки раз на рік, насиджування триває близько 12—14 днів.

## Живлення
Узимку представники цього виду живляться насінням, а влітку — дрібними членистоногими, часто комарами.

## Ареал
Подорожник лапландський — перелітний птах, що населяє різні райони північної кулі. Трапляється в Північній Америці: у Канаді, крайній півночі США та в Гренландії. У Старому Світі: зустрічається в Ісландії, на Британських островах, в європейських північних країнах, на півночі Росії, у Сибіру. Узимку мігрує в центральні та південні регіони Сполучених Штатів, до Центральної Європи, північної Франції, Балкан та Центральної Азії.
В Україні — зимуючий птах.

## Галерея

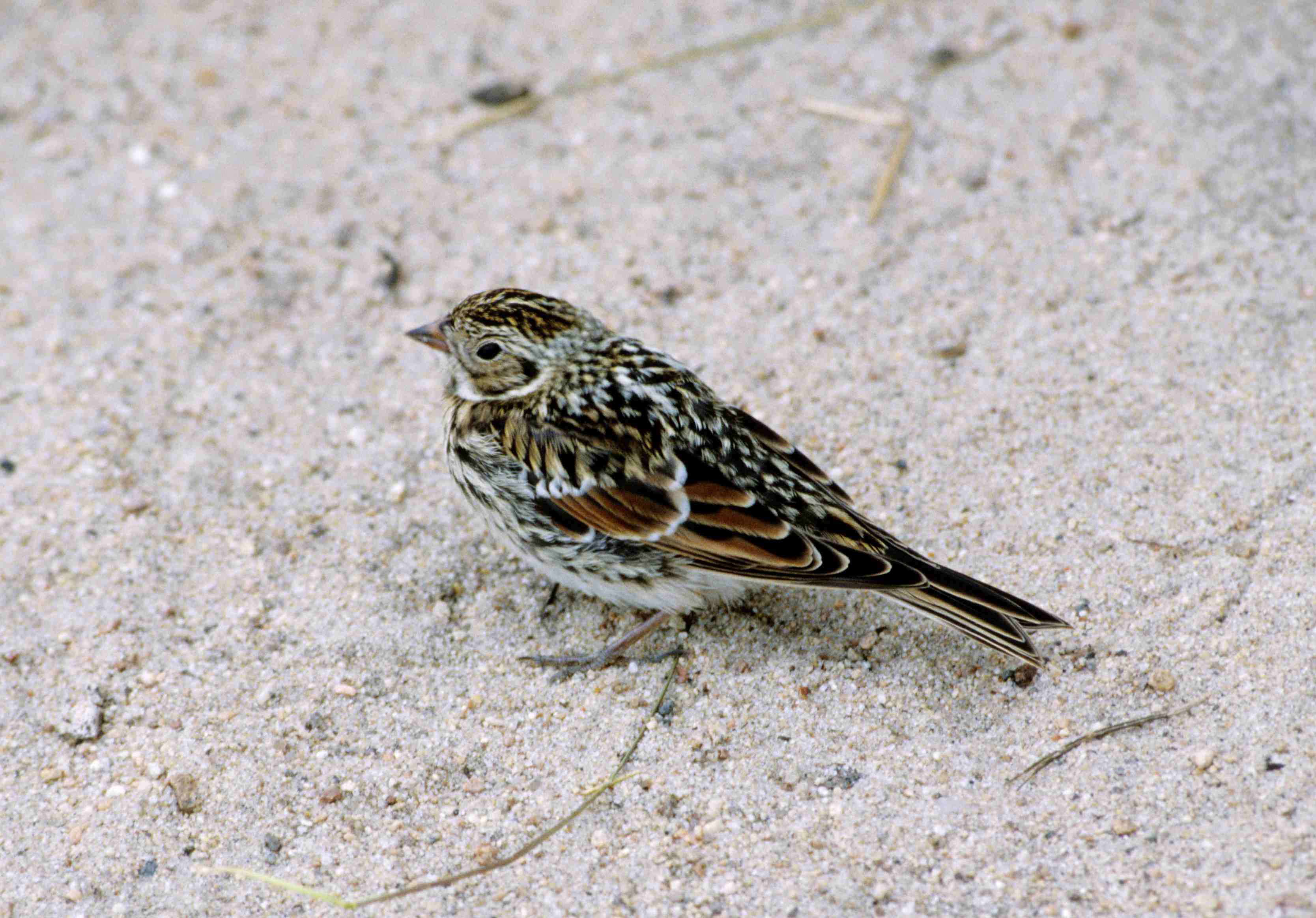
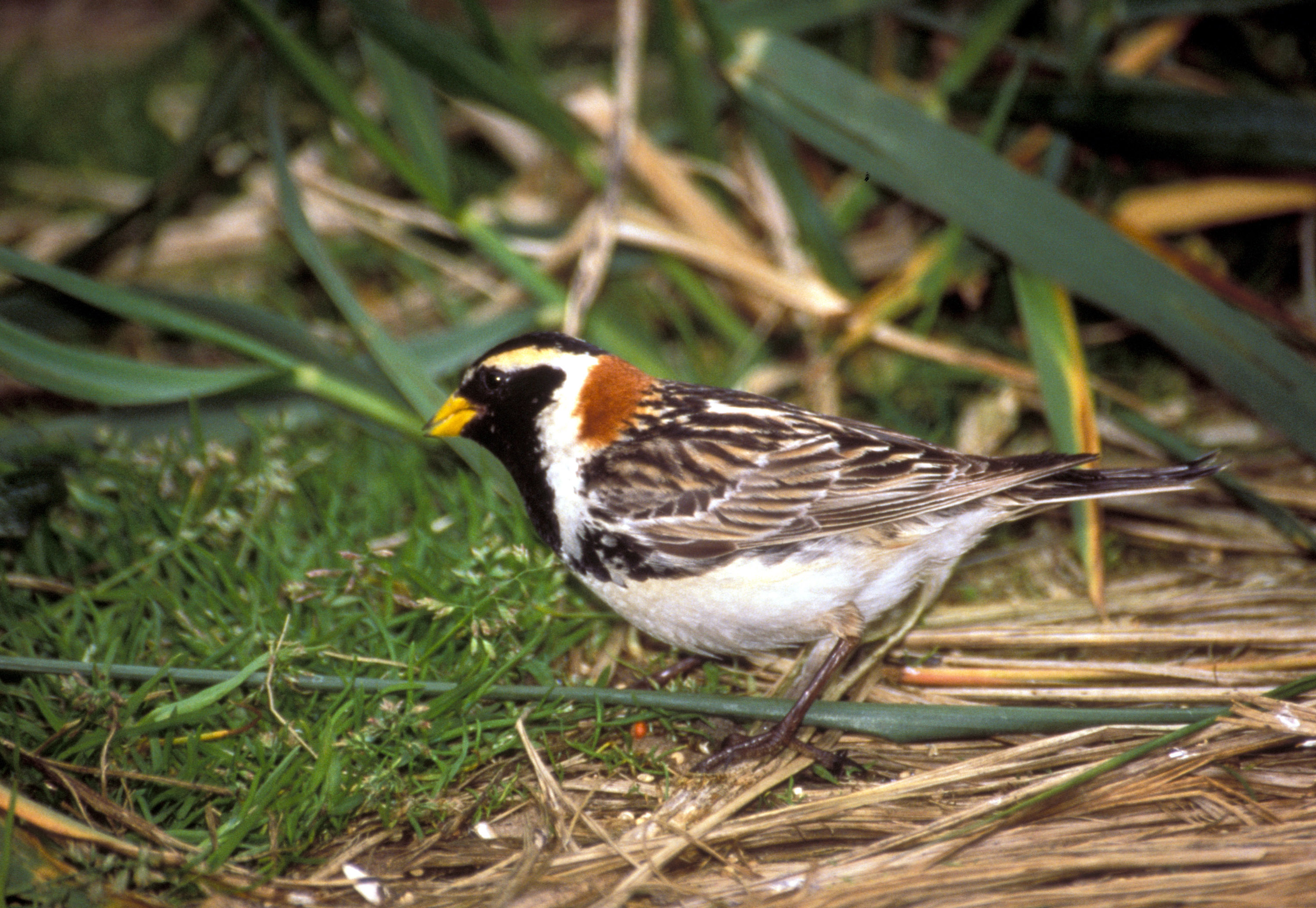
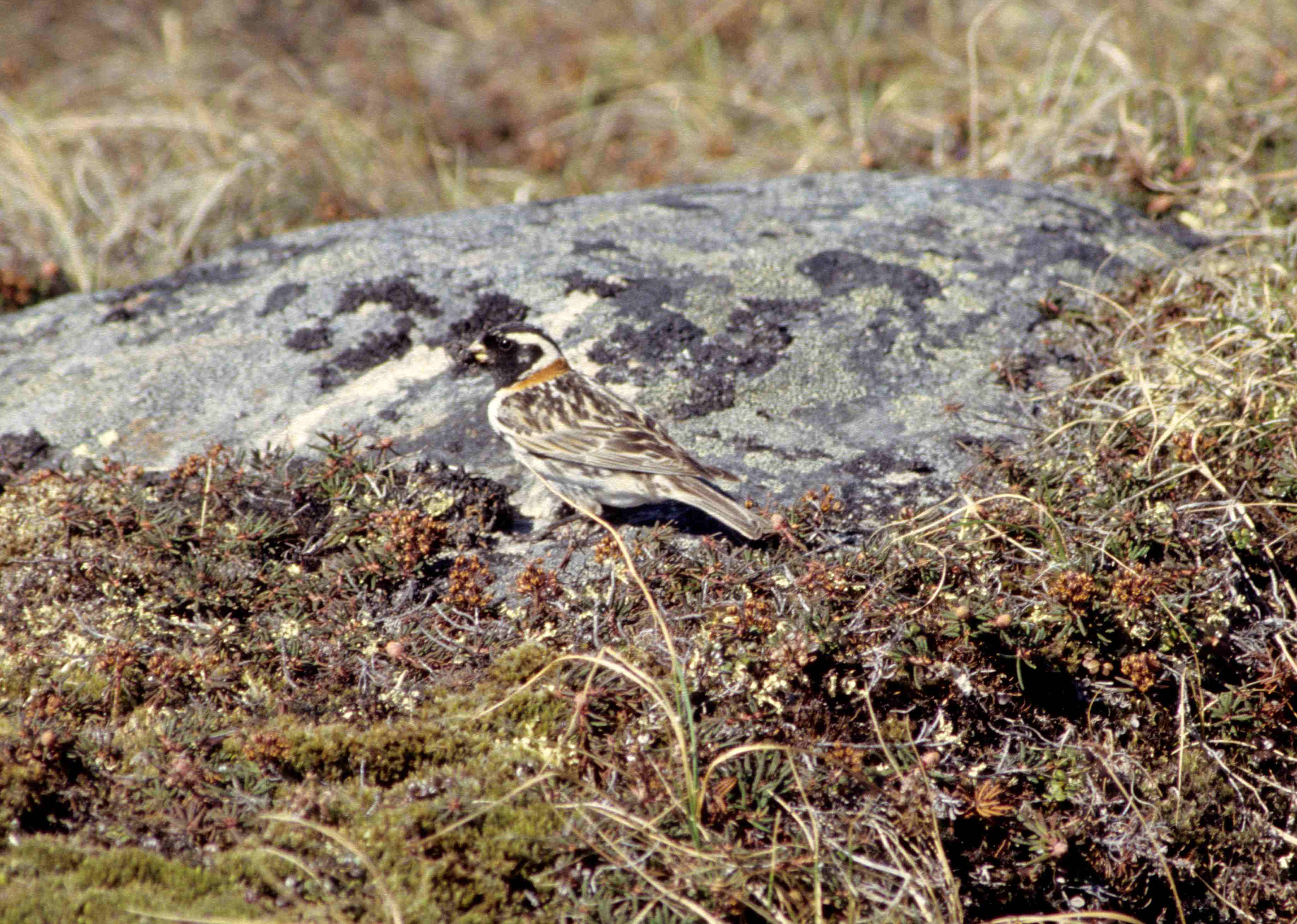
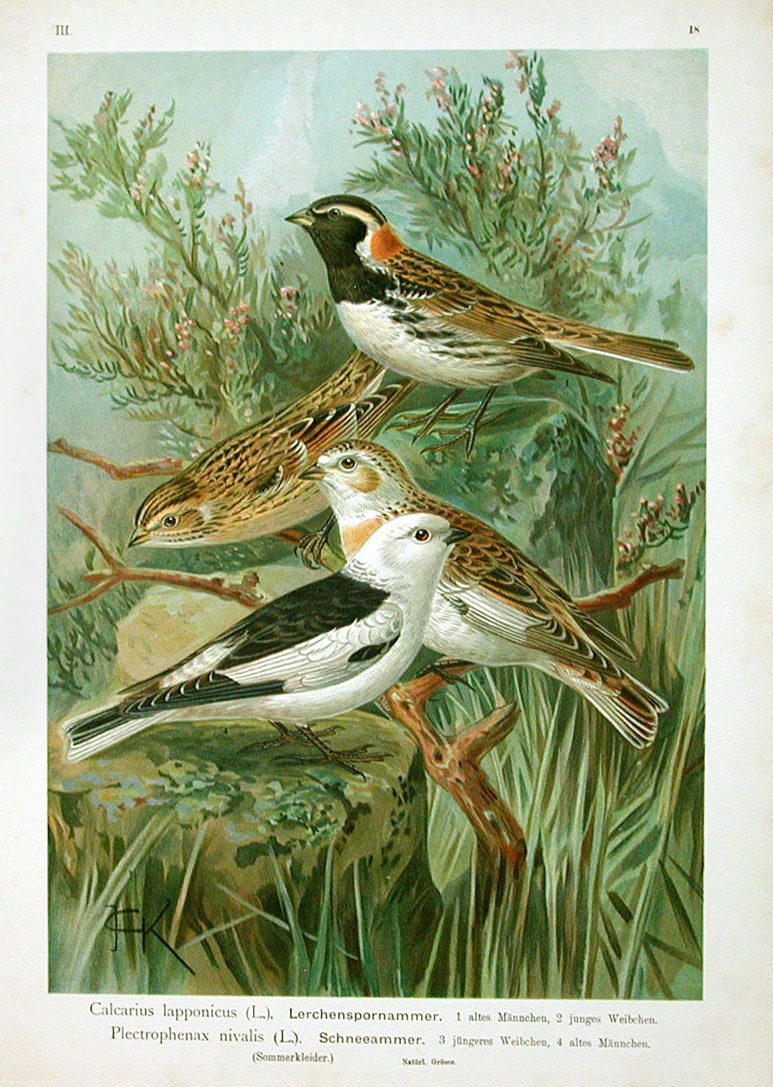
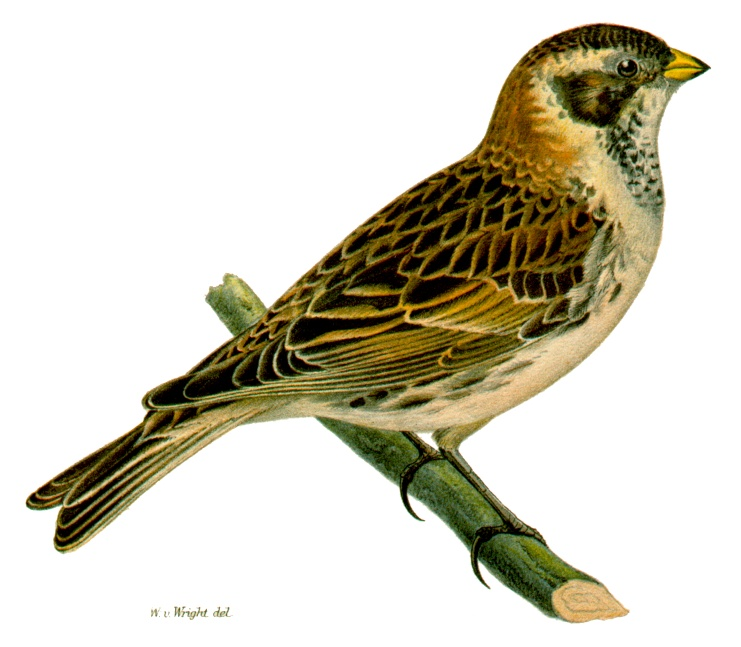

- Calcarius lapponicus